# Saint-Gilles/Sint-Gillis
Saint-Gilles (französisch) oder Sint-Gillis (niederländisch) (offiziell: Saint-Gilles-lez-Bruxelles bzw. Sint-Gillis-Obbrussel) ist eine von 19 Gemeinden der zweisprachigen Region Brüssel-Hauptstadt in Belgien. Sie hat 49.293 Einwohner (1. Januar 2024) auf lediglich zweieinhalb Quadratkilometern Fläche. Sie grenzt unmittelbar südlich an die Brüsseler Altstadt (Porte de Hal/Hallepoort), außerdem an die ebenfalls zur Region Brüssel-Hauptstadt gehörenden Gemeinden Ixelles/Elsene, Forest/Vorst und Anderlecht.
In Saint-Gilles/Sint-Gillis liegt der Brüsseler Südbahnhof (Gare de Bruxelles-Midi/Brussel-Zuidstation), der wichtigste Bahnhof der Stadt. Am heute noch erhaltenen, jedoch klassizistisch-romantisch weitgehend verfremdeten ehemaligen Stadttor nach Halle (Porte de Hal/Hallepoort) beginnt die Chaussée de Waterloo / Waterloosesteenweg, die Hauptgeschäftsstraße von Saint-Gilles/Sint-Gillis, die in den Vorort im Süden Brüssels führt. Hier steht auch die Kirche, die der Gemeinde den Namen gab. Sehenswert sind weiter das Rathaus und die Jugendstil-Wohnviertel, wo sich das Fotografiemuseum Espace Photographique Contretype im denkmalgeschützten Jugendstilgebäude Hôtel Hannon befand. Die Stiftung Contretype – Centre pour l’image et la photographie contemporaine befindet sich seit 2013 in der Cité Fontainas 4a in Brüssel.
Der Bezirk ist gut durch öffentliche Verkehrsmittel erschlossen, hier fahren die U-Bahn-Linien 2 und 6 (Stationen Louise/Louiza, Hôtel de Monnaies/Munthof, Porte de Hal/Hallepoort und Gare du Midi/Zuidstation) und die Prémetro-Linien 3 und 4 (Bahnhöfe Albert, Horta, Parvis de Saint-Gilles/Sint-Gillis Voorplein, Porte de Hal/Hallepoort und Gare du Midi/Zuidstation), außerdem die Straßenbahnen Nr. 81, 82, 92 und 97.
Im Süden der Gemeinde befinden sich zwei große Gefängnisse.
In Saint-Gilles befindet sich der Unternehmenssitz der Nationalen Gesellschaft der Belgischen Eisenbahnen (NMBS/SNCB) und der Eurostar Group sowie zuvor von Thalys.

## Sehenswürdigkeiten
- Jugendstilbauwerke, zum Teil im Grenzbereich von Saint-Gilles, Ixelles und Forest:
  - Maison & Atelier Victor Horta, das heutige Victor Horta Museum (→ Lage) – Bestandteil des UNESCO-Weltkulturerbes Jugendstilbauten von Victor Horta in Brüssel
  - Hôtel Hannon (Architekt: Jules Brunfaut), heute Maison Hannon[3] (Art Nouveau-/Jugendstilmuseum) (→ Lage)
  - der gesamte Straßenzug der Rue Vanderschrick zwischen der Chaussee de Waterloo und der Avenue J. Volders (→ Lage)
  - Maison Hankar (Rue Defacqz, Architekt: Paul Hankar; → Lage)
  - Hôtel Ciamberlani (Rue Defacqz, Architekt: Paul Hankar; → Lage)
  - Avenue Dejaer 9 (→ Lage)
- das auffällig große Rathaus (→ Lage)
- die Kirche Saint-Gilles (→ Lage)
- die wie eine Burg gestaltete Fassade des städtischen Gefängnis (→ Lage)

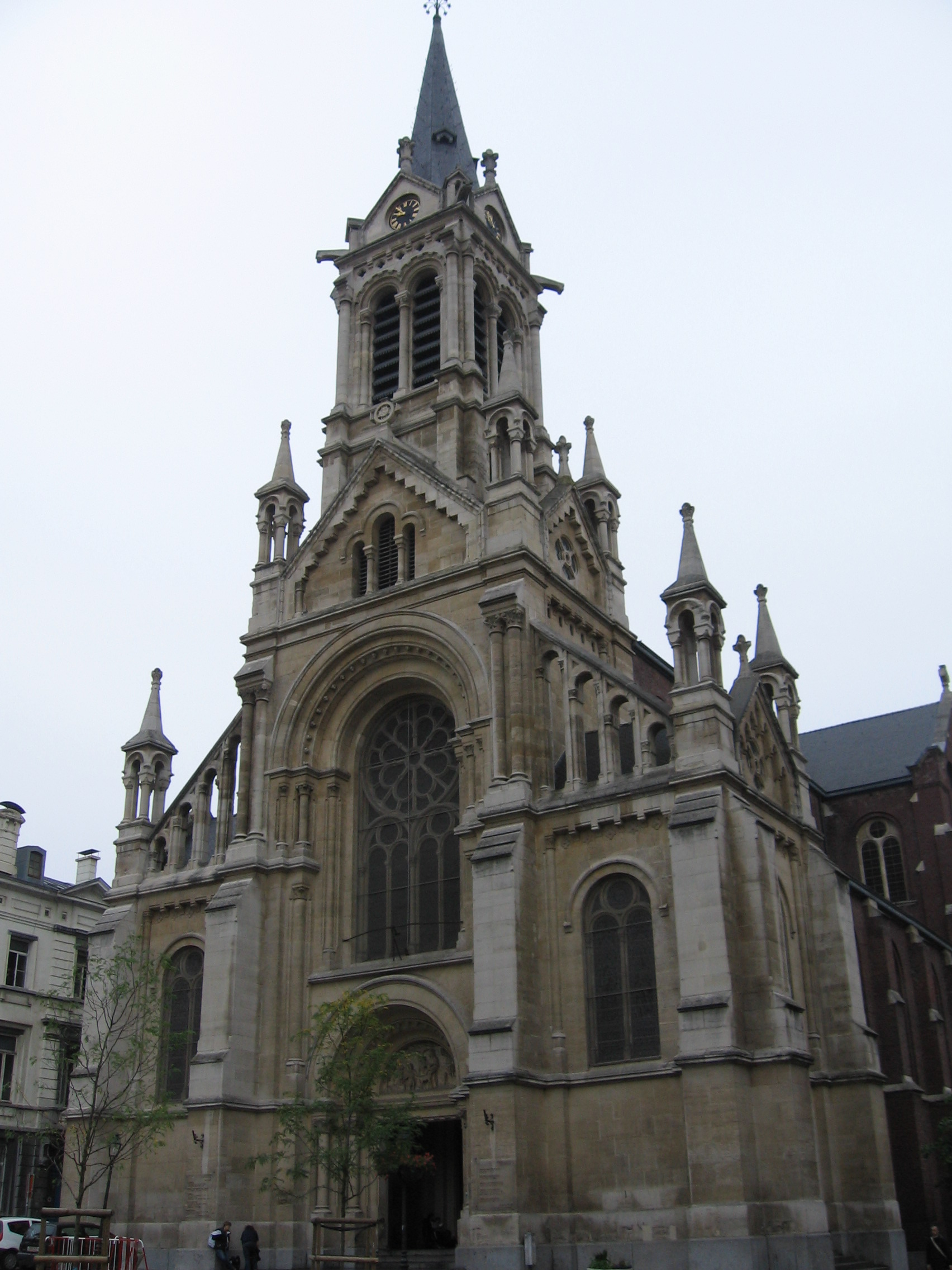
Kirche Saint-Gilles
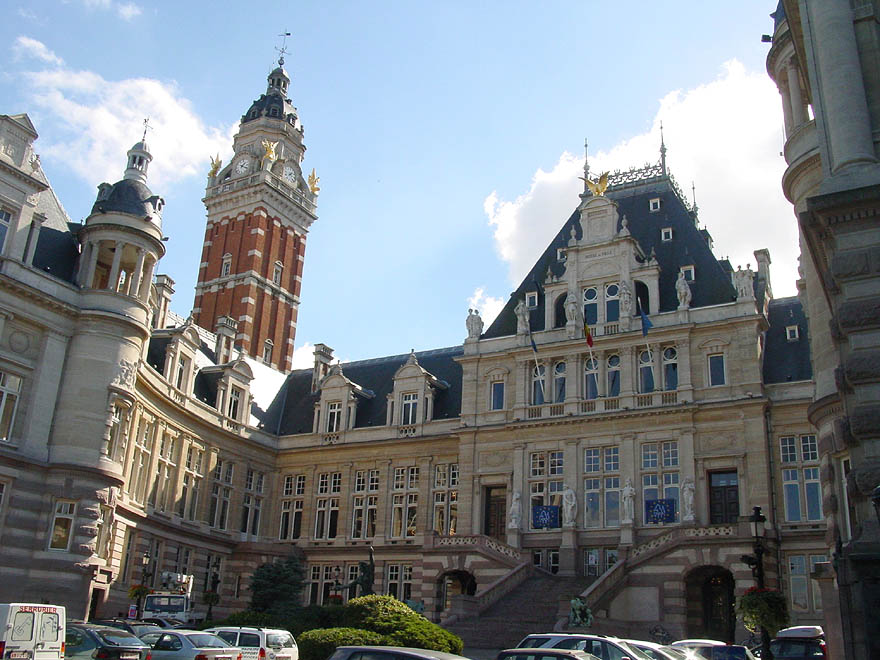
Rathaus von Saint-Gilles
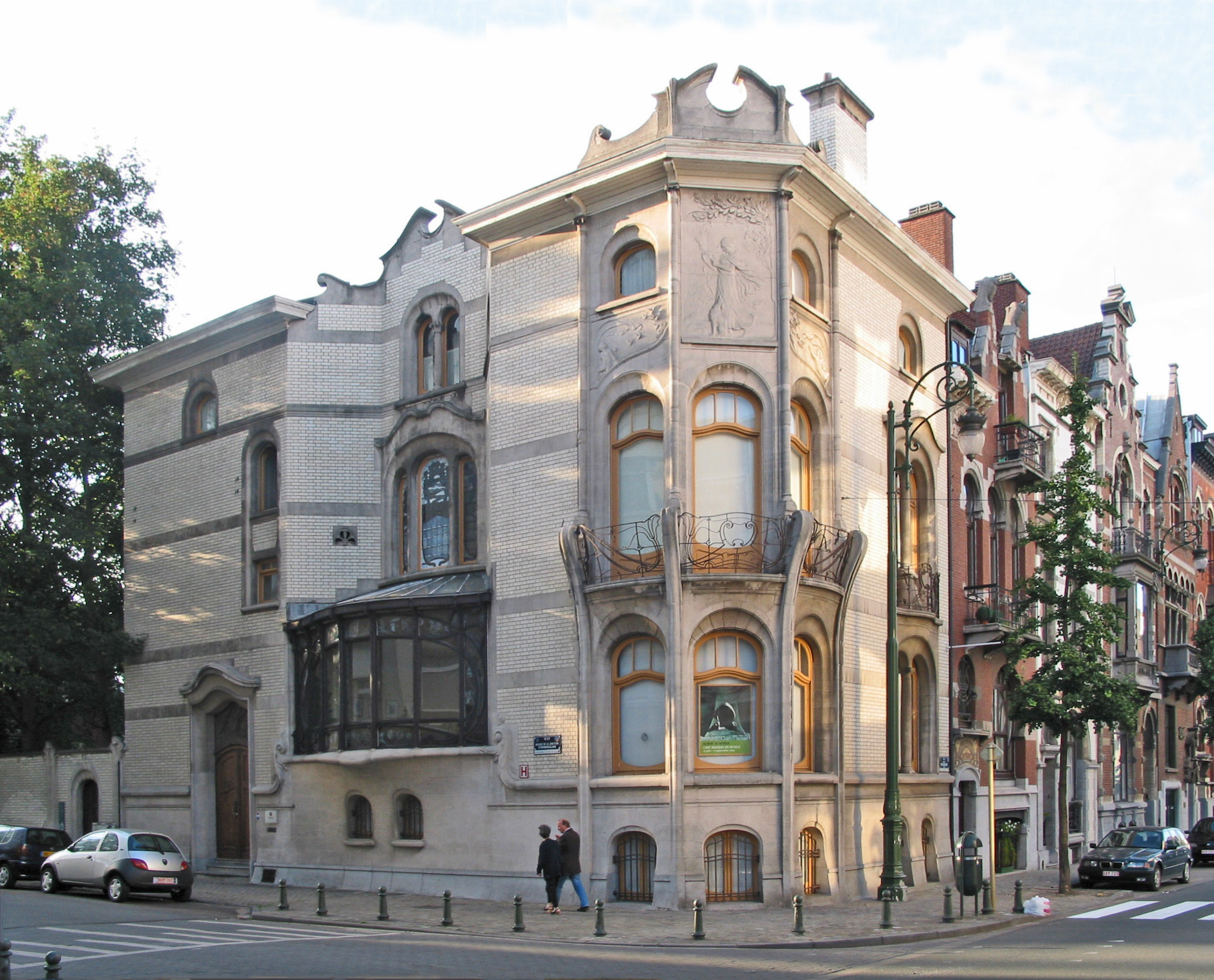
Hôtel Hannon
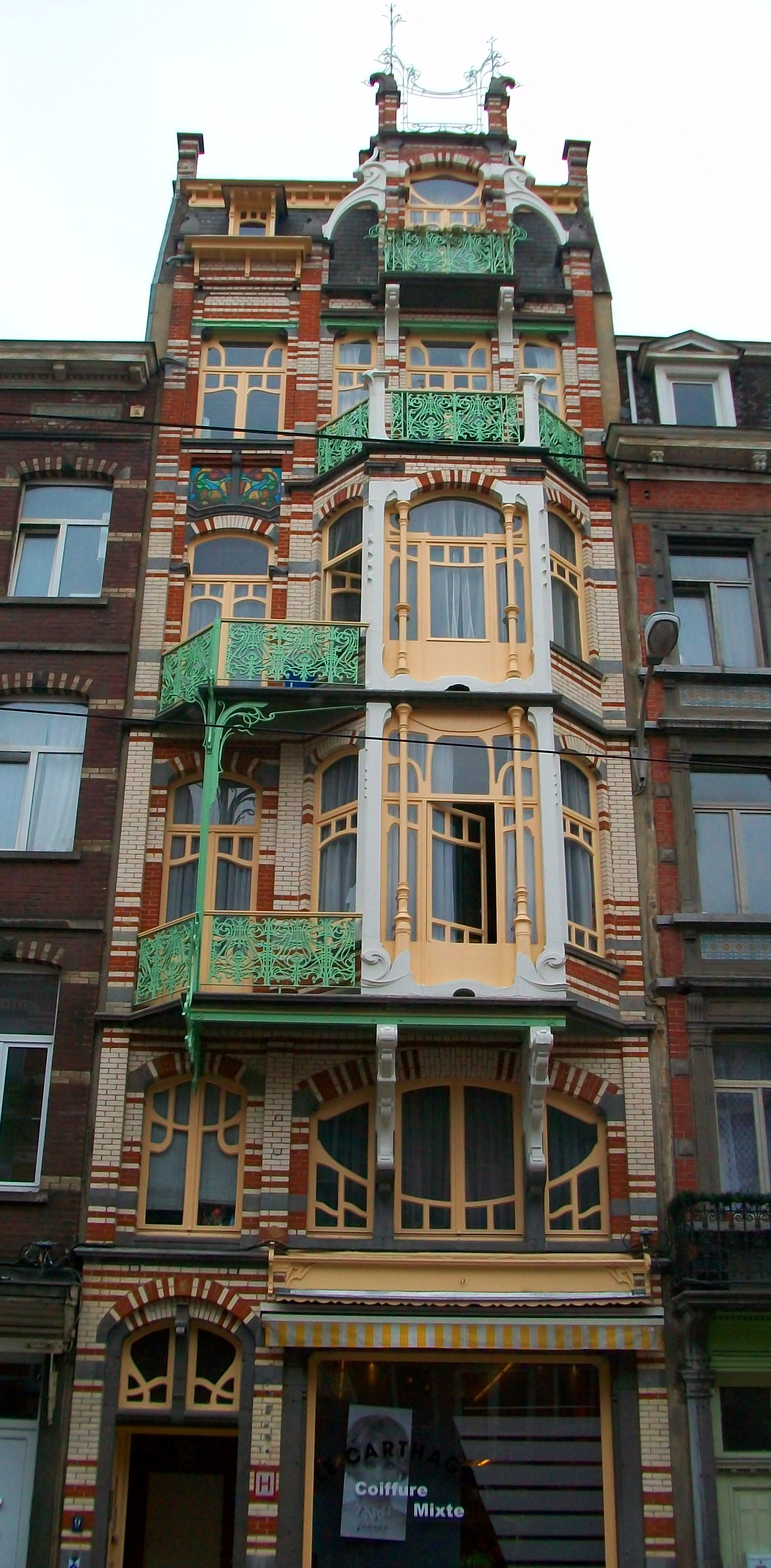
Avenue Dejaer 9
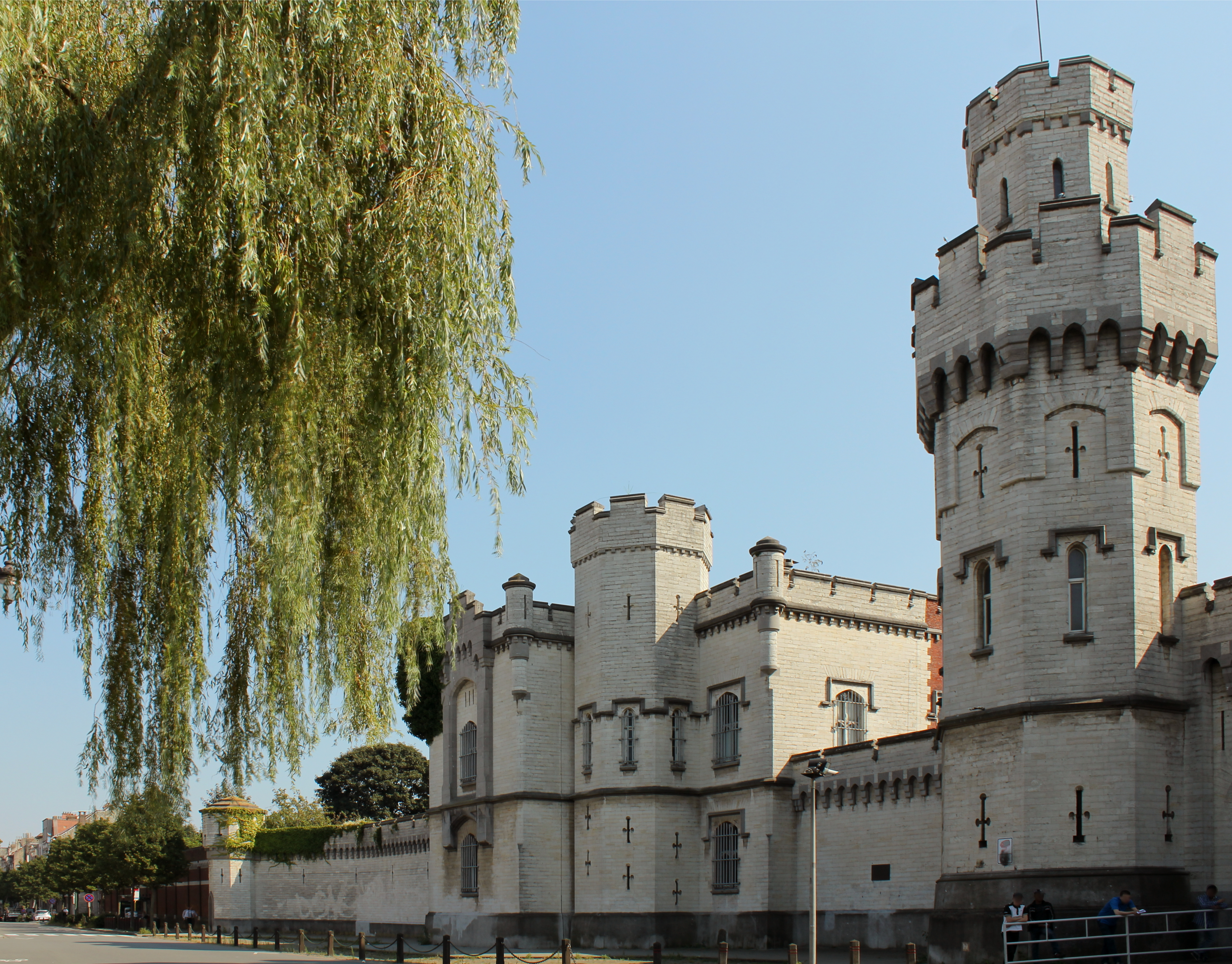
Gefängnis von Saint-Gilles

## Geschichte
Ursprünglich und während der gesamten Zeit des Ancien Régime wurde der Ort Opbrussel (auch Obbrussel) im Sinne von Oberbrüssel genannt und nahm erst am Ende des achtzehnten Jahrhunderts den Namen der Kirche an. Obbrussel wird das erste Mal im August 1216 im Gründungsdokument der Pfarrkirche Saint-Gilles als Ort genannt, aber bereits im zwölften Jahrhundert sind in der Abtei Forest/Vorst Zeugen aus Saint-Gilles benannt, als erster 1122 bereits ein Albert d’Obbrussella. Es wird vermutet, dass das Dorf seit Anfang des zwölften oder bereits seit der der zweiten Hälfte des elften Jahrhunderts besteht. Im dreizehnten Jahrhundert nahm es wie die ganze Region einen ökonomischen und demografischen Aufschwung, in dessen Rahmen die Pfarrkirche unabhängig von der Abtei Forest/Vorst wurde und Opbrussel Stadtrechte erhielt, eine sog. franchise. Der Zeitpunkt der Verleihung ist unbekannt, aber 1222 hatte das oppidum Saint-Gilles einen eigenen Stadtrat (échevinage), dem ein villicus, ein herzoglicher Offizier als Bürgermeister (maire) vorsaß. Später erhielt Saint-Gilles weitere übergeordnete administrative Rechte als chef-mairie und war direkt der Ammanie Brüssels untergeordnet. Am Ende des dreizehnten Jahrhunderts setzte jedoch die schrittweise Integration in die franchsie von Brüssel ein, den Gürtel der von Brüssel abhängigen Nachbargemeinden, der auch Cuve/Kuype genannt wurde. Mit einer Urkunde des Herzogs von Brabant Johann II. vom 14. Februar 1296 wurde Opbrussel in diese Cuve/Kuype integriert und verlor die Eigenständigkeit.
Mit dem Bau der zweiten Stadtmauer um Brüssel am Ende des vierzehnten Jahrhunderts verlor Saint-Gilles größere Teile der ursprünglichen Gemeinde, die nun innerhalb der Brüsseler Stadtmauer lagen. Ursprünglich gehörte das Gebiet zwischen dem Leprosoriums Saint Pierre, wo heute die Universitätsklinik Saint Pierre liegt, dem Stadttor Porte de Hal/Hallepoort und bis vor der zu Brüssel gehörigen Kapellenkirche, also der Stadtteil Marollen, zu Saint-Gilles und lag vor den Toren der ersten Stadtmauer.
Der erste Dorfkern lag im Bereich der heutigen Kirche Saint-Gilles, die Bewohner lebten vor allem vom Gemüseanbau für den nahen Brüsseler Markt, auch Getreideanbau und Weinbau waren stark vertreten. Saint-Gilles war einer der Hauptlieferanten für Rosenkohl, der im Brüsseler Umland, und vielleicht sogar in Saint-Gilles, gezüchtet wurde. Deswegen wurden die Bewohner früher auch verächtlich als kuulkappers („Kohlschneider“) bezeichnet.
Bei einer Zählung 1525 wurden 41 Häuser festgestellt, zwischen 1712 und 1717 zählte der Pfarrer von Saint-Gilles 90 Häuser und 520 Einwohner. Erst gegen Ende des achtzehnten Jahrhunderts kam es zu einem Anstieg der Einwohnerzahlen und 1806 wurden 1212 Einwohner gezählt. Durch die Aufrüstung der Stadtmauern und der Vorfeldsicherung wurde 1578 die Kirche Saint-Gilles abgerissen, und knapp oberhalb der Barrière, dem Platz des Wegezolls, wurde zwischen 1672 und 1675 das Fort de Monterey errichtet, benannt nach dem spanischen General Juan Domingo de Zuñiga y Fonseca, der Graf von Monterey und damals Provinzstatthalter der spanischen Niederlande war. Das Fort und alle Befestigungsanlagen wurden erst Ende des achtzehnten Jahrhunderts von Kaiser Joseph II. geschleift. In der Folgezeit wuchs Saint-Gilles vor allem vor dem Porte de Hal und entlang der zwei inzwischen gepflasterten Straßen nach Uccle/Ukkel und nach Forest/Vorst, die ihren Ursprung von dem Platz La barrière nahmen.
Nachdem Saint-Gilles mit der Auflösung der Cuve/Kuype durch Beschluss des 31. August 1795 durch den Wohlfahrtsausschuss der Ersten Französischen Republik seien Eigenständigkeit wieder erlangt hatte, wurden bis heute nur noch kleinere Grenzänderungen vorgenommen und die westliche Grenze zu Anderlecht folgt immer noch dem damaligen verschlungenen Verlauf der Senne. An Brüssel verlor Saint-Gilles 1824 kleinere Flächen bei der Entstehung des Innenstadtrings, der Boulevards, und 1864 zur Entwicklung der 1877 eingeweihte Avenue Luise/Louiselaan als Verbindung zwischen Brüssel und dem Forêt de Soignes/Zoniënwoud.
Im achtzehnten Jahrhundert setzte die Industrialisierung ein, vor allem in den tieferen Gebieten nahe der Senne. So fand sich ursprünglich der Chocolatier Côte d’Or in Saint-Gilles, aber vor allem Metall-verarbeitende Industrie mit Gießereien und Maschinenbau, daneben Webereien und Tuchindustrie.
Bereits 1865 wurde der noch heute tägliche Markt auf dem Parvuis Aint Gilles auf dem Kirchvorplatz gegründet, und 1870 der Markt am Südbahnhof, der Marché du Midi, der heute sonntags stattfindet und der größte Markt in der Hauptstadtregion Brüssel ist.
Während Saint-Gilles noch 1786 nur 859 Einwohner zählte, stieg sie deutlich ab den 1830er-Jahren und stieg außerordentlich ab den 1860er-, um in den 1920er-Jahren mit über 60.000 Einwohnern ein Maximum zu erreichen. Saint-Gilles war seit dem Beginn der Industrialisierung eine Zuzugsgemeinde für Migranten, anfangs aus den ländlichen Regionen, zwischen den Weltkriegen vor allem aus Zentral- und Osteuropa. Nach dem Zweiten Weltkrieg kam es dann zu einer massiven Zuwanderung aus dem mediterranen Ländern und nach dem Zerfall des Ostblocks wieder aus Mittelosteuropa. Im Jahre 1955 lag der Anteil der nicht-belgischen Bewohner bei 48 % und sank anschließend vor allem durch die Einbürgerungen und dadurch, dass in Belgien geborene Kinder automatisch die belgische Staatsangehörigkeit erhalten. 2003 lag der Anteil bei 43 %.

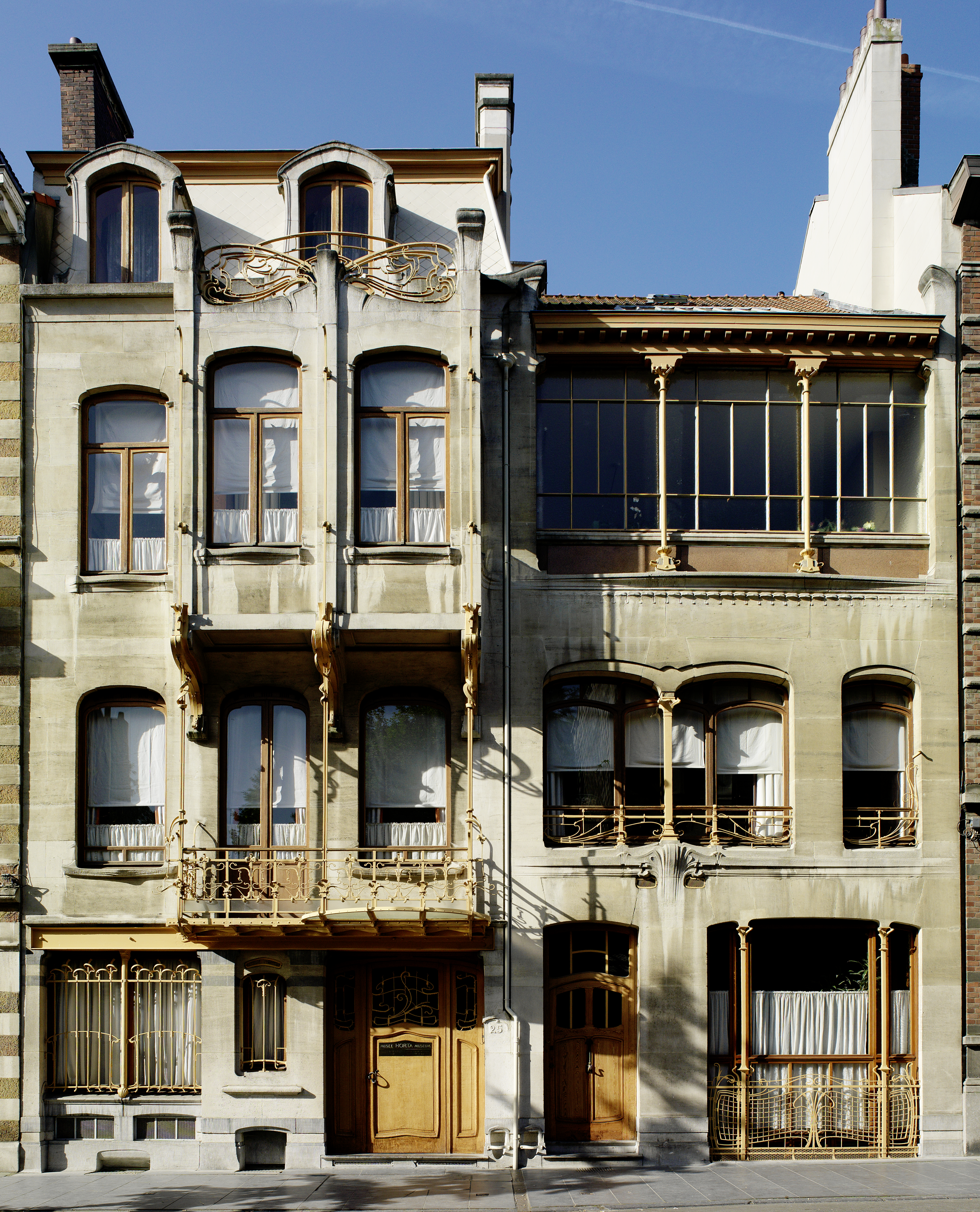
Museum Victor Horta in seinem alten Wohnhaus und Atelier

In der Zeit unter König Leopold II. erfolgte entsprechend den Plänen seinen Stadtentwicklers Victor Besme die Anlage der großen Straßen und der Wohnviertel. Die Kirche Saint-Gilles wurde zwischen 1866 und 1878, das Gemeindehaus 1864 neu errichtet. In Saint-Gilles finden sich auch einige Bauwerke, die von Victor Horta im Jugendstil errichtet wurden. Er selbst errichtete sich zwischen 1898 und 1901 ebenfalls in Saint-Gilles sein Wohnhaus und nebenan sein Atelier. Diese beiden Gebäude wurden 1969 zum Museum umgewandelt. Nachdem zu Beginn des zwanzigsten Jahrhunderts das gesamte Gemeindegebiet weitgehend bebaut und entwickelt war, folgten seit dem Zweiten Weltkrieg nur noch zwei größere Entwicklungsprojekte. Zum einen wurde der Südbahnhof (Gare du Midi/Zuidstation) restauriert und für Thalys und Eurostar (für die Direktverbindung nach London) wesentlich erweitert sowie das urbane Umfeld neu gestaltet. Zwischen 1977 und 1992 wurde dann die Premetro-Linie zwischen Südbahnhof und Altitude 100 in offener Bauweise gebaut und dabei die betroffenen Straßen neu angelegt.

## Politik

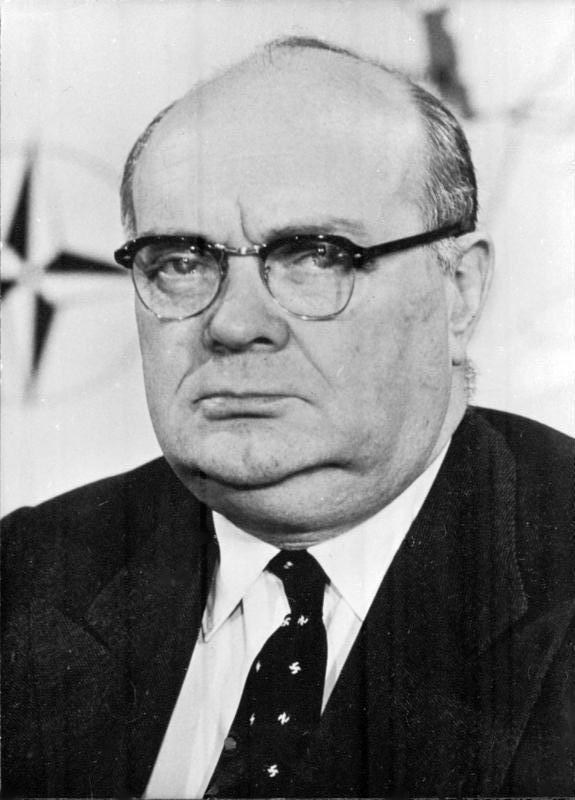
Bürgermeister Paul-Henri Spaak, 1953–1957

Der erste namentlich bekannte Bürgermeister von Saint-Gilles wurde 1815 erwähnt. Graf Cornet de Ways-Ruart war zugleich Bürgermeister von Forest/Vorst. Die Bürgermeisterliste ist dann ab 1825 vollständig überliefert. Bis zum Zweiten Weltkrieg wurde Sait Gilles von den Liberalen beherrscht (heute: Mouvement Réformateur, MR), die dort eine Hochburg im ansonsten meist mehrheitlich katholischen Belgien hatten. Von den Liberalen spalteten sich die Progressivliberalen ab, die zweimal den Bürgermeister stellten. Seit der Wende zum 20. Jahrhundert waren auch die Sozialisten im Gemeinderat vertretene und ab 1895 meistens als Juniorpartner an der Macht. Saint-Gilles war eine Hochburg im Kampf für das Frauenwahlrecht, das besonders von den Sozialisten und ihrer damaligen Parti ouvrier belge (heute: Parti socialiste, PS), aber auch von den Liberalen eingefordert wurde. Am 10. August 1890 erlebte es eine Demonstration für dieses Suffrage universel mit über 80.000 Teilnehmern, die sich im Serment du Parc de Saint-Gilles (Pakt des Parks von Saint-Gilles) verpflichteten, ohne Unterlass für das Frauenwahlrecht zu kämpfen, das dann aber erst nach dem Ersten Weltkrieg durchgesetzt wurde. Die ersten „universellen“ Wahlen auf Gemeindeebene fanden 1921 statt.
Nach dem Zweiten Weltkrieg begann die Dominanz der Sozialisten, die bei den ersten Nachkriegswahlen 14 der 29 Sitze erlangten und mit Louis Coenen den Bürgermeister der Gemeinde stellten. Vielfach und zuletzt 1988 erreichten die Sozialisten sogar die absolute Mehrheit, während die Liberalen seit dem Zweiten Weltkrieg nicht mehr über 25 % hinauskamen, aber die meiste Zeit als Juniorpartner mit den Sozialisten koalierten. Die katholische und später christsoziale Partei (heute Centre Démocrate Humaniste, cdH) erlitt seit dem Zweiten Weltkrieg einen kontinuierlichen Abstieg und kam seit 1976 nicht mehr über 10 %. Die Partei der Frankophonen, früher FDF, heute Défi, kam bei ihrem ersten Auftreten 1970 auf 25 %, dann 1976 sogar auf 30 %, seither war jedoch ein erheblicher Bedeutungsverlust zu beobachten. Die Grünen (Ecolo) sind seit 1982 im Gemeinderat vertreten.
Auf den ersten sozialistischen Bürgermeister Louis Coenen folgten bis in die Gegenwart ausschließlich weitere Sozialisten. Er wurde 1953 durch Paul-Henri Spaak abgelöst, der aber sein Amt bereits 1957 niederlegen musste, weil er Generalsekretär der NATO wurde. Es folgten Jacques Frank (1957–1973), Jacques Vranckx (1973–1980) und Corneille Barca (1980–1985). Seit 1985 bis in die Gegenwart ist Charles Picqué Bürgermeister, der 1989 auch erster Ministerpräsident der Region Brüssel-Hauptstadt wurde und dies bis 1999 sowie von 2004 bis 2013 blieb.

### Gemeinderat
| Gemeinderatswahl Saint-Gilles/Sint-Gillis 2018Wahlbeteiligung: 83,5 % 403020100 39,7 %28,1 %13,0 %9,0 %3,7 %3,3 %3,2 % PS/LBEcolo/ GroenPTB/ PVDAMR/ VLDPSC/ CVPDéFISonst.Gewinne und Verlusteim Vergleich zu 2012 %p 10 8 6 4 2 0 −2 −4 −6−3,8 %p+7,1 %p+9,2 %p−6,0 %p−4,3 %p+3,3 %p−1,6 %pPS/LBEcolo/ GroenPTB/ PVDAMR/ VLDPSC/ CVPDéFISonst. | Sitzverteilung im Gemeinderat Saint-Gilles/Sint-Gillis 2018–2024Insgesamt 35 Sitze - PTB/ PVDA: 4 - Ecolo/ Groen: 11 - PS / LB: 17 - MR/ VLD: 3 |

|
- PTB/
PVDA: 9
- Ecolo/
Groen: 8
- PS / LB: 13
- LE – MR: 5

In den Wahlen 2018 und 2024 erreichte die PS/LB keine absolute Mehrheit. Seither wurde eine Koalition aus PS/LB und Ecolo/Groen gebildet.

|
- PTB/
PVDA: 13
- Ecolo/
Groen: 43
- PS / LB: 86
- LE: 8
- LE – MR: 5
- MR – DéFI: 6
- MR: 14

## Sport

Logo des Fußballvereins Royale Union Saint-Gilloise

Unter den Vereinen von Saint-Gilles ist die Union Saint-Gillois hervorzuheben, die elfmal belgischer Fußballmeister wurde und ihre große Zeit zwischen 1904 und 1935 hatte und noch heute den Rekord von 60 ungeschlagenen Spielen in Folge (1934–1935) stellt. Inzwischen heißt sie Royale Union Saint-Gilloise, spielte viele Jahre in der zweiten belgischen Liga und stieg zur Saison 2021/22 in die Division 1A auf. Als Arbeiter- und Milieuverein hat sie zahlreiche Anhänger. Bis 1970 gab es auch eine Leichtathletik-Abteilung, zu der auch Gaston Reiff zählte, der bei den Olympischen Spielen 1948 in London im 5000-Meter-Lauf Gold gewann.

## Söhne und Töchter der Stadt
- Berthe Art (1857–1934), Malerin
- André Cluysenaar (1872–1939), Maler
- Walter Sauer (1889–1927), Maler und Grafiker
- Georges Kaeckenbeeck (1892–1973), Jurist und UN-Politiker
- Jacques Ledure (1893–1948), Autorennfahrer
- Theo Wynsdau (1895–1951), Radrennfahrer
- Marcel Lecomte (1900–1966), Dichter, Schriftsteller und Kunstkritiker
- Lucia de Brouckere (1904–1982), Chemikerin und Hochschullehrerin
- Claude Spaak (1904–1990), Dramaturg und Dramatiker
- Charles Verlinden (1907–1996), Historiker und Mediävist
- Willem Pauwels (1910–2005), Künstler
- Edmond Michiels (1913–1991), Wasserballspieler
- Jules Wabbes (1919–1974), Industriedesigner
- Marcel Broodthaers (1924–1976), Künstler